# Konzessivsatz
Unter einem Konzessivsatz (lateinisch concessivus von concedere = einräumen, zugestehen), auch Einräumungssatz, versteht man in der Grammatik einen besonderen Typ von adverbialem Nebensatz. Die Verbindung aus einem konzessiven Nebensatz und dem zugehörigen Hauptsatz heißt auch Konzessivgefüge.
Mit einem konzessiven Nebensatz drückt man Umstände aus, die der Aussage des Hauptsatzes normalerweise entgegenstehen würden und die den Inhalt des Hauptsatzes als unerwartet erscheinen lassen. Einen solchen Nebensatz leiten zum Beispiel Konjunktionen wie obwohl, obgleich, wenn auch ein. Es gibt kein einfaches Fragewort für diesen Typ von Adverbial.

## Bedeutung
Ein Konzessivsatz bzw. Konzessivgefüge beinhaltet als unausgesprochene Voraussetzung eine Erwartung, die sich mit einem Bedingungssatz ausdrücken lässt, zum Beispiel: „Wenn es regnet, dann möchten die Leute nicht gerne nach draußen gehen.“ Vor dem Hintergrund einer solchen Erwartung wird ein Konzessivsatz benutzt, um auszudrücken, dass dieser Zusammenhang sich im konkreten Fall nicht auswirkt, also im Beispielfall dann: „Obwohl es regnete, brachen die Leute zu einem Spaziergang auf.“ Der Sachverhalt „es regnet“, der im obwohl-Satz folgt, wird daher als ein „unzureichender Gegengrund“ zum Inhalt des Hauptsatzes bezeichnet.
Der Konzessivsatz unterscheidet sich daher vom Adversativsatz: Der Adversativsatz drückt aus, dass zwei Sachen gegensätzliche Eigenschaften haben, der Konzessivsatz hingegen beinhaltet einen Gegensatz zu einer Erwartung.

## Konjunktionen, die Konzessivsätze einleiten
Konzessivsätze werden durch spezielle (unterordnende) Konjunktionen eingeleitet; vor allem: obwohl, wenngleich, obgleich, wiewohl, wie in den Beispielen:
- „Obwohl der Junge gerufen wird, kommt er nicht.“
- „Bedenken und Unsicherheit bremsen viele Unternehmen auf dem Weg durch die digitale Transformation, wenngleich das Thema eine Spitzenposition auf ihrer strategischen Agenda einnimmt.“

Häufig sind auch Zusammensetzungen mit der Konjunktion wenn in der Form auch wenn …,  wenn auch oder getrennt stehendes wenn … auch:
- „Auch wenn sie noch so müde war, ließ sie sich doch nichts anmerken.“
- „Wenn sie auch noch so müde war, so ließ sie sich doch nichts anmerken.“

Wie bei allen Konditionalsätzen mit wenn, kann auch hier der Hauptsatz mit einem so eingeleitet werden.

## Der Sonderfalltrotzdem
Manchmal finden sich Verwendungen des Wortes trotzdem als nebensatzeinleitende Konjunktion, in denen es bedeutungs- und funktionsgleich mit obwohl ist. Diese Verwendung gilt als standardsprachlich unerwünscht, ist aber vor allem in der süddeutschen Umgangssprache gängig und ist auch in älteren Texten anzutreffen.
- „Er hält sich unerwartet gut, trotzdem er von seiner Freundin verlassen wurde.“

Hier leitet trotzdem einen Nebensatz mit Verb-Endstellung ein, verhält sich also genauso wie obwohl. In dieser Verwendung von trotzdem fällt die Betonung immer auf die zweite Silbe (trotzdém).
Diese Art von konzessiven Nebensätzen ist zu unterscheiden vom üblichen Gebrauch von trotzdem, in dem es ein Adverb ist, zum Beispiel:
- „Seine Freundin hat ihn verlassen. Trotzdem hält er sich sehr gut.“

Dieses Satzpaar hat als Ganzes eine ähnliche Bedeutung wie das obige umgangssprachliche Beispiel; im Einzelnen ist es aber völlig anders aufgebaut. Zu beachten ist erstens, dass das Wort trotzdem hier nicht in dem Teil steht, der seiner Bedeutung nach einem Konzessivsatz entspräche; dies wäre nämlich der Teil: Seine Freundin hat ihn verlassen (Hintergrundannahme: „Wenn jemand verlassen worden ist, geht es ihm schlecht“). Auch grammatisch liegt dieser Fall völlig anders: Das Wort trotzdem kann als Adverb auch an eine andere Stelle im Satz umgestellt werden („Er hält sich trotzdem gut“), und das Verb steht an zweiter Stelle im Satz, wogegen nach einer Konjunktion wie obwohl das Verb am Satzende erscheint. Das zweite Beispielpaar ist also sowohl aus grammatischen Gründen als auch der Bedeutung nach anders aufgebaut als ein Konzessivgefüge.